# Heuqueville (Eure)
Heuqueville is een gemeente in het Franse departement Eure (regio Normandië) en telt 378 inwoners (2004). De plaats maakt deel uit van het arrondissement Les Andelys.

## Geografie
De oppervlakte van Heuqueville bedraagt 7,7 km², de bevolkingsdichtheid is 49,1 inwoners per km².
De onderstaande kaart toont de ligging van Heuqueville (Eure) met de belangrijkste infrastructuur en aangrenzende gemeenten.

## Demografie
Onderstaande figuur toont het verloop van het inwonertal (bron: INSEE-tellingen).

## Erfgoed
Volgende monumenten zijn aanwezig in Heuqueville:
- Een kerk, waarvan de eerste vermelding dateert uit 1035
- Een achttiende-eeuws kasteel
- Ruïnes van een windmolen met een standbeeld gewijd aan de Maagd